# Етолин
Етолин (енгл. Etolin Island) је острво САД које припада савезној држави Аљасци. Површина острва износи 870 ². Према попису из 2000. на острву је живело 15 становника.